# Einjähriger Phlox
Der Einjährige Phlox (Phlox drummondii), auch Sommer-Phlox oder Einjährige Flammenblume genannt, ist eine Pflanzenart aus der Familie der Sperrkrautgewächse (Polemoniaceae).

## Beschreibung
Der Einjährige Phlox ist eine einjährige krautige Pflanze, die Wuchshöhen von etwa 5 bis 50 cm erreicht. Sie besitzt einen drüsig behaarten Stängel. Die unteren gegenständigen und oberen wechselständigen Laubblätter sind einfach und ungestielt. Nebenblätter sind keine vorhanden.
Die zwittrigen Blüten sind radiärsymmetrisch und fünfzählig. Die fünf freien Staubblätter sind ungleich. Die fünf Kelchblätter sind verwachsen mit 5 bis 7 mm langen Kelchzähnen. Die fünf Kronblätter sind röhrig verwachsen, wobei die Kronröhre eine Länge von etwa 1 cm aufweist. Die Blütezeit reicht von Juni bis September.
Die kugelige Kapselfrucht weist einen Durchmesser von etwa 3 mm auf und enthält nur etwa drei bis fünf Samen.
Die Chromosomenzahl beträgt 2n = 14.

## Vorkommen
Ursprünglich stammt diese Pflanzenart aus Texas, wo sie in lichten Eichenwäldern auf sandigen Böden vorkommt.

## Nutzung
Der Einjährige Phlox ist seit spätestens 1835 in Kultur. Er wird als Zierpflanze für Sommerblumenbeete genutzt. Es gibt zahlreiche Sorten, die in Wuchshöhe und Blütenfarbe variieren, deren Blütenkrone ein Auge besitzt oder nicht. Ein Beispiel für einen Sternphlox ist die Sorte 'Cuspidata' deren Kronblätter drei Zähne haben.